# Tivozanib
Le tivozanib est un médicament utilisé dans le traitement du cancer du rein. Il est vendu sous le nom de marque Fotivda.

## Mode d'action
Il s'agit d'un inhibiteur de la tyrosine kinase du récepteur VEGF, qui bloque la formation de nouveaux vaisseaux sanguins,.

## Usage médical
Le tivozanib est un médicament utilisé pour traiter le carcinome rénal.Le médicament  est particulièrement utilisé dans les maladies avancées qui n'ont pas répondu aux autres traitements. Le médicament est pris par voie orale.

## Effets secondaires
Les effets secondaires de ce médicament  comprennent la fatigue, l'hypertension artérielle, la diarrhée, les nausées, les changements de voix, l'hypothyroïdie, la toux ou l'inflammation de la bouche. D'autres effets secondaires peuvent inclure un faible taux de sodium, des problèmes cardiaques, des caillots sanguins, des saignements ou une augmentation de la lipase. L'utilisation de ce médicament pendant la grossesse peut nuire au fœtus.

## Histoire
Le médicament a été approuvé pour un usage médical en Europe en 2017 et aux États-Unis en 2021,. Aux États-Unis, 4 semaines de traitement coûtent environ 26 000 dollars américains.